# Campionati svedesi di ski cross 2009
I Campionati svedesi di ski cross 2009 si sono svolti a Gopshusbacken il 5 aprile. Il programma ha incluso sia la gara femminile che la gara maschile. 
Trattandosi di competizioni valide anche ai fini del punteggio FIS, vi hanno partecipato anche sciatori di altre federazioni, senza che questo consentisse loro di concorrere al titolo nazionale svedese.

## Risultati

### Uomini
| Pos. | Atleta           | Nazione |
| ---- | ---------------- | ------- |
| 1    | Lars Lewen       | Svezia  |
| 2    | Ted Josefsson    | Svezia  |
| 3    | Niklas Andersson | Svezia  |
| 4    | Michael Forslund | Svezia  |

### Donne
| Pos. | Atleta                 | Nazione  |
| ---- | ---------------------- | -------- |
| 1    | Anna Holmlund          | Svezia   |
| 2    | Marte Gjefsen          | Norvegia |
| 3    | Sigrid Rykhus          | Norvegia |
| 4    | Nike Bent              | Svezia   |
| 5    | Nicoline Hansen-Tangen | Norvegia |
| 6    | Jenny Liljegren        | Svezia   |